# فرانک سی‌اف‌ای

استفاده از: فرانک سی‌اف‌ای غرب آفریقا (XOF) فرانک سی‌اف‌ای مرکز آفریقا (XAF)

فرانک سی‌اف‌ای (در زبان فرانسوی: franc CFA [fʁɑ̃ seɛfɑ]، یا زبان محاوره فرانک) نام دو یکای پول است که در قارهٔ آفریقا کاربرد دارند و توسط خزانهٔ فرانسه ضمانت می‌شوند. این دو یکای پول، فرانک سی‌اف‌ای غرب آفریقا و فرانک سی‌اف‌ای مرکز آفریقا هستند.
هردو فرانک سی‌اف‌ای، اکنون دارای نظام نرخ ثابت ارز برای یورو هستند: ۱۰۰ فرانک سی‌اف‌سی = ۱ فرانک فرانسه = ۰٫۱۵۲۴۴۹ یورو؛ یا ۱ یورو = ۶۵۵٫۹۵۷ دقیقاً فرانک سی‌اف‌سی.
اگرچه فرانک سی‌اف‌ای مرکز آفریقا و فرانک سی‌اف‌ای غرب آفریقا همیشه دارای ارزش پولی یکسان بوده و نرخ ثابت ارزی آن‌ها در برابر دیگر ارزها مشابه است، اما در اصل، این واحدهای پولی مستقل از یکدیگرند.

## استفاده

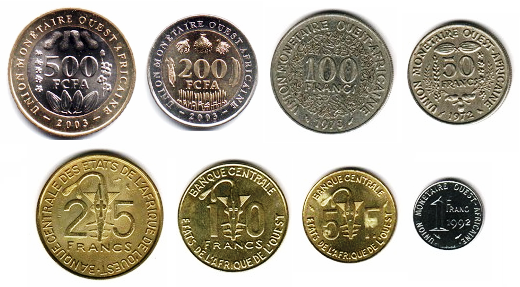
سکه‌های فرانک سی‌اف‌ای غرب آفریقا.

فرانک سی‌اف‌ای در ۱۴ کشور مرکز و غرب آفریقا مورد استفاده قرار می‌گیرد که از این میان، ۱۲ کشور سابقاً مستعمرهٔ فرانسه بوده‌اند و دو کشور گینه بیسائو و گینه استوایی نیز به‌ترتیب مستعمره‌های پیشین پرتغال و اسپانیا بوده‌اند. این ۱۴ کشور مجموعاً ۱۴۷٫۵ میلیون نفر جمعیت دارند (تخمین ۲۰۱۳) و تولید ناخالص داخلی آن‌ها در سال ۲۰۱۲ میلادی، ۱۶۶٫۶ میلیارد دلار بود. کد واحد پولی فرانک سی‌اف‌ای آفریقای میانه XOF و فرانک سی‌اف‌ای آفریقای میانه XAF است.

## نام
بین سال‌های ۱۹۴۵ تا ۱۹۵۸ میلادی، سی‌اف‌ای سرواژه‌ای بود که برای «مستعمره‌های فرانسه در آفریقا» Colonies françaises d'Afrique بکار می‌رفت و از سال ۱۹۵۸ میلادی (تأسیس جمهوری پنجم فرانسه) به «جوامع فرانسوی آفریقا» Communauté française d'Afrique تغییر یافت. پس از استقلال این کشورها، سی‌اف‌ای معادل «جوامع اقتصادی آفریقایی» Communauté Financière Africaine قرار گرفت.

## یادگار دوران استعمار
به اعتقاد بسیاری، فرانسه با چاپ این پول برای ۱۴ کشور آفریقایی مانع توسعه اقتصادی آنها می‌شود و به این واقعیت دامن می‌زند که پناهجویانی آنجا را ترک می‌کنند، فرانسه می‌گوید که فرانک سی‌اف‌ای ضامن ثبات مالی است اما سایرین از آن به عنوان یکی از یادگارهای دوران استعمار انتقاد کرده‌اند.

## نگارخانه

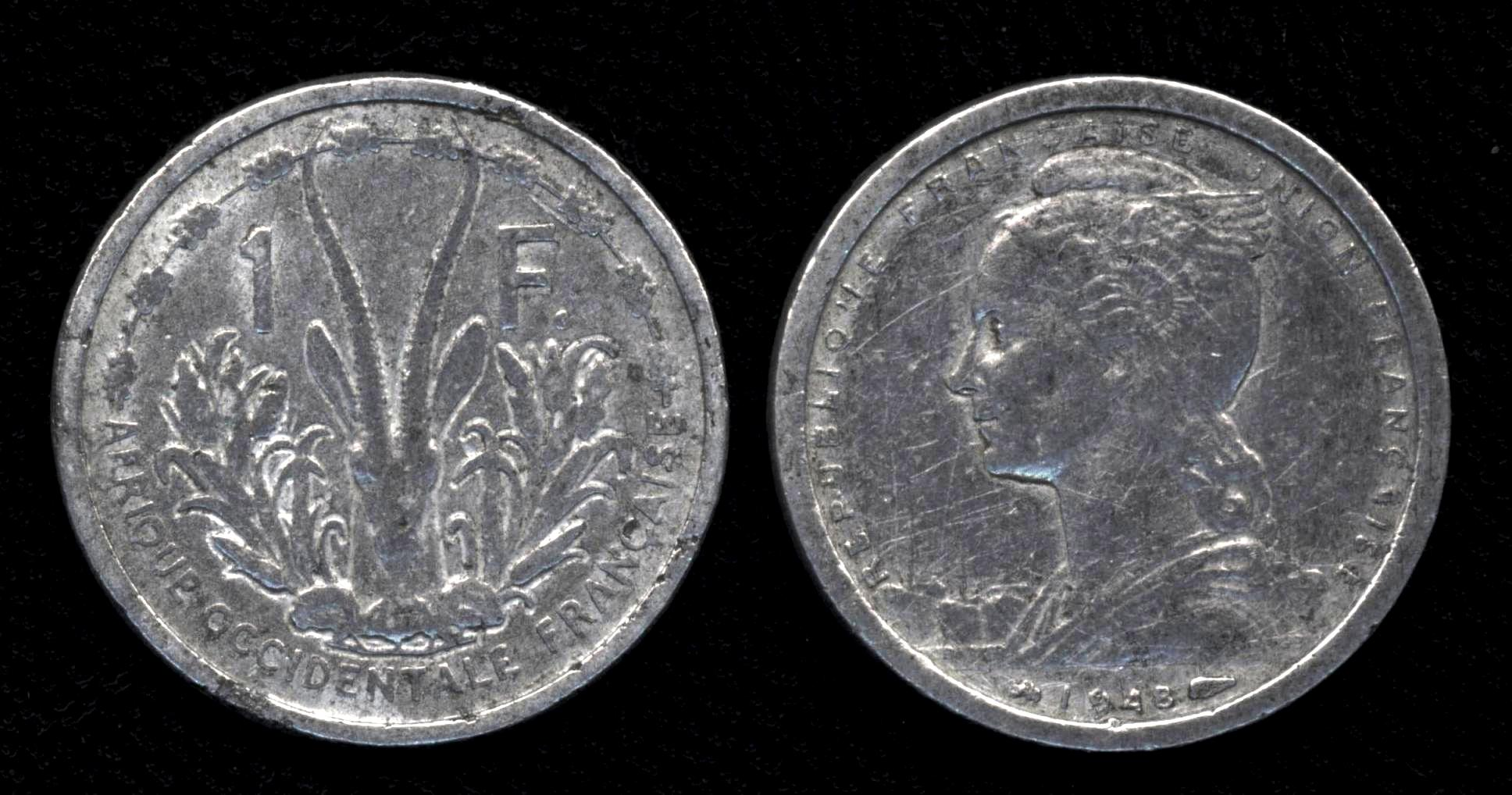
سکه‌های ۱ فرانک سی‌اف‌ای
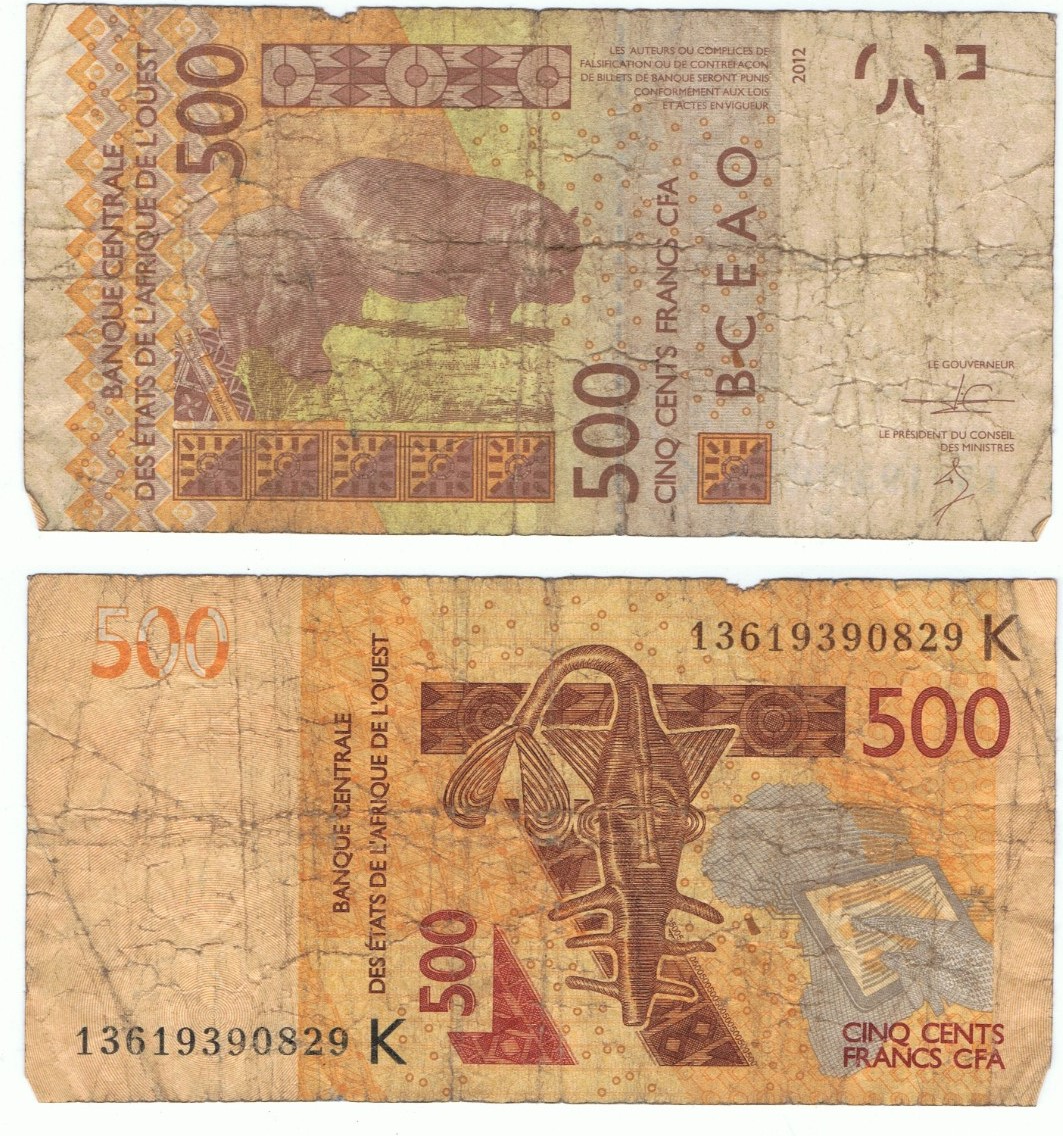
۵۰۰ فرانک سی‌اف‌ای
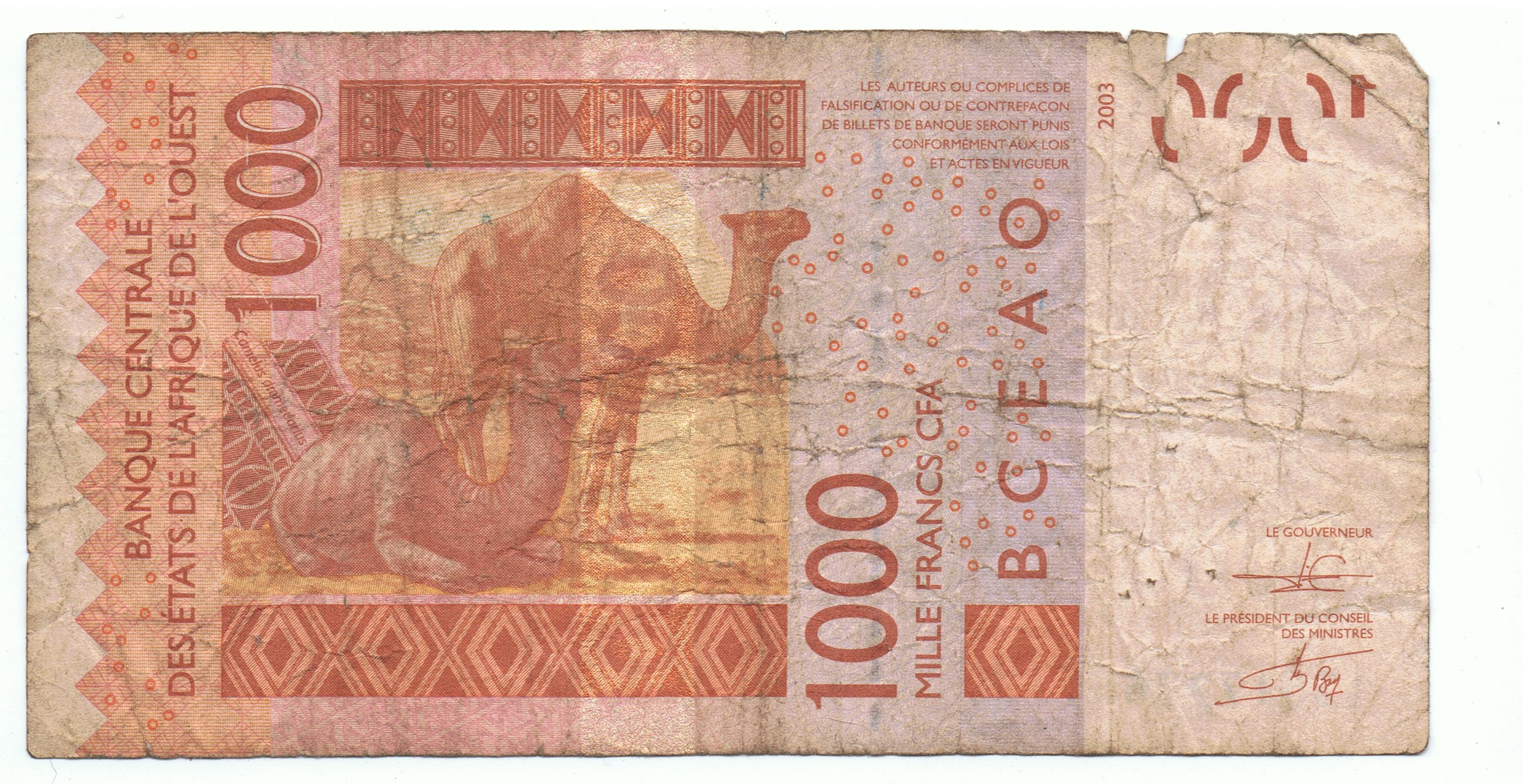
۱۰۰۰ فرانک سی‌اف‌ای